# Promenaea
Promenaea là một chi thực vật có hoa trong họ Orchidaceae.
These plants are miniature and are được tìm thấy ở many regions such as Chile. They like light that is less than Cattleya, but more than Phalaenopsis.

## Hình ảnh

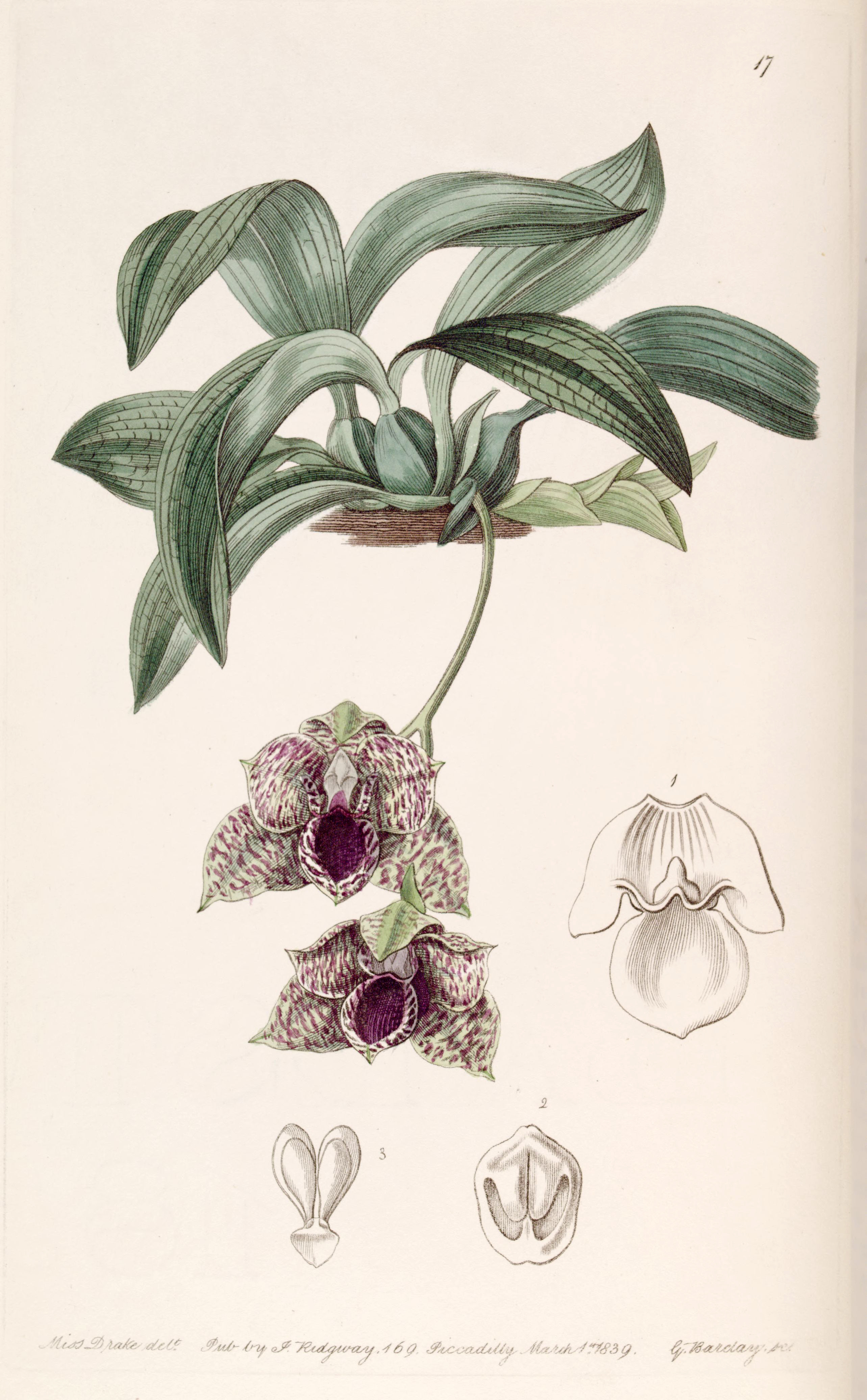